# 15.º arrondissement de Paris

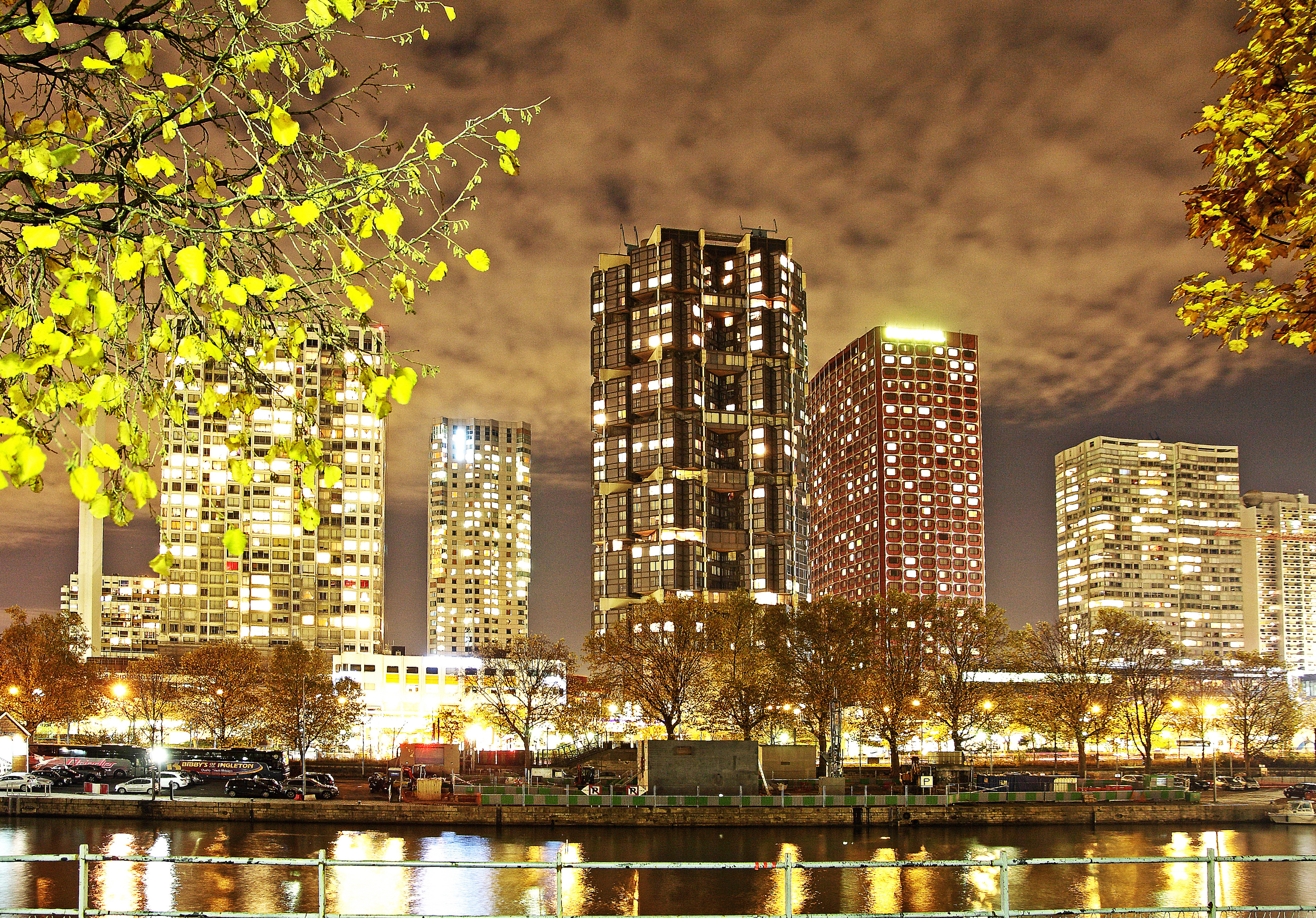
Front de Seine 2012-11-08

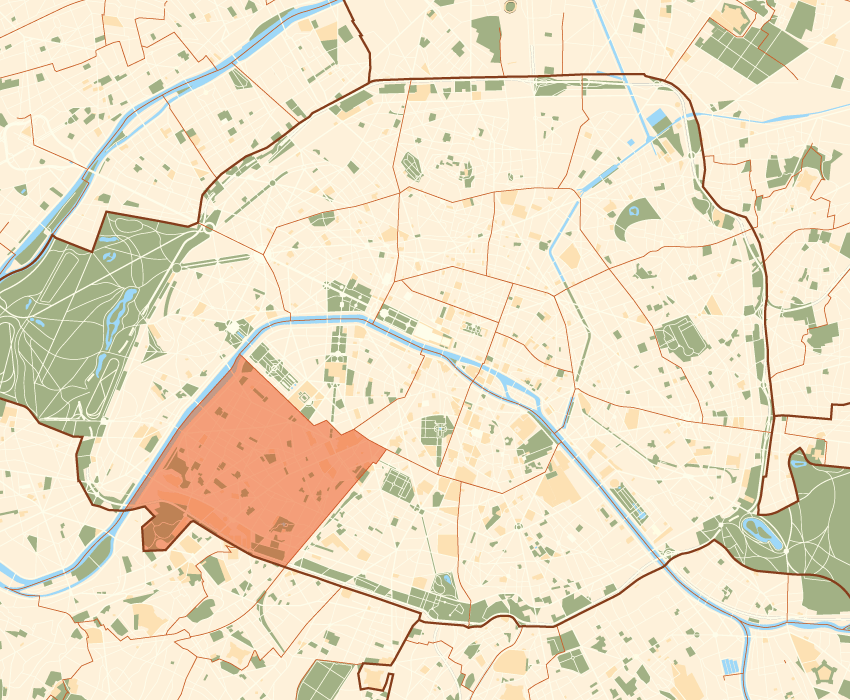
Mapa do 15.º arrondissement, assinalado a vermelho.

O 15.º arrondissement de Paris é um dos 20 arrondissements da capital da França. Em francês falado, é referido como le quinzième ("o décimo quinto").
O 15º arrondissement, chamado Vaugirard, está situado na margem esquerda do rio Sena. Compartilhando o distrito de Montparnasse com o 6º e 14º arrondissements, é o arrondissement mais populoso da cidade, com uma população de 229 472 em 2020. O Tour Montparnasse – o arranha-céu mais alto de Paris – e a vizinha Gare Montparnasse estão ambos localizados no 15º arrondissement, na fronteira com o 14º.
Também abriga o arranha-céus do bairro de Beaugrenelle e o empreendimento ribeirinho Front de Seine, bem como o centro de convenções Paris Expo Porte de Versailles, onde o Tour Triangle de 180 metros deve abrigar um hotel de 120 quartos e 70 000 metros quadrados de espaço de escritórios em 2026.  Perto está o Héliport de Paris, o heliporto da cidade, perto da fronteira com Issy-les-Moulineaux.

## Bairros
1. Quartier Saint-Lambert
2. Quartier Necker
3. Quartier de Grenelle
4. Quartier de Javel

## Galeria

Sena
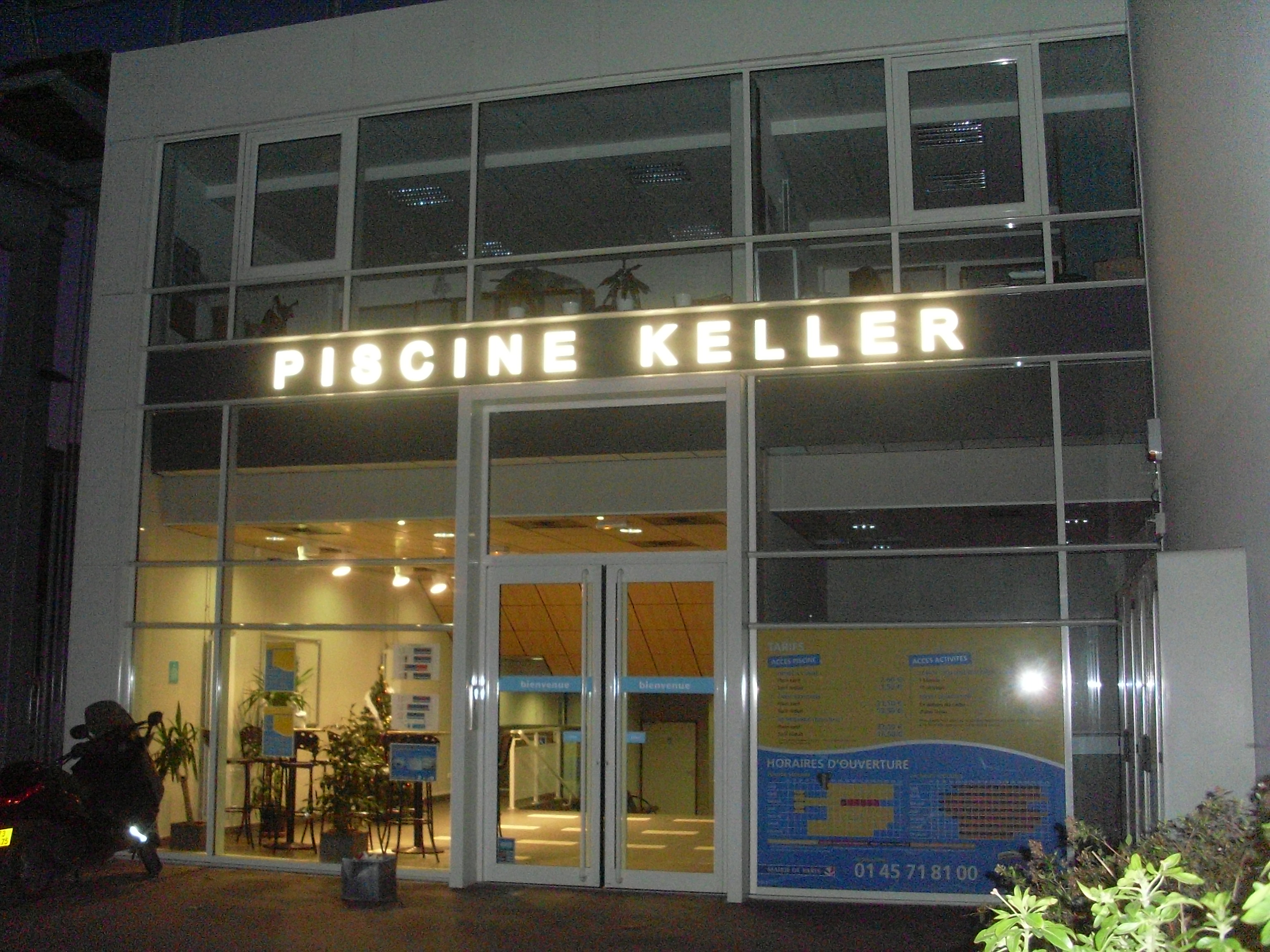
Piscine Keller
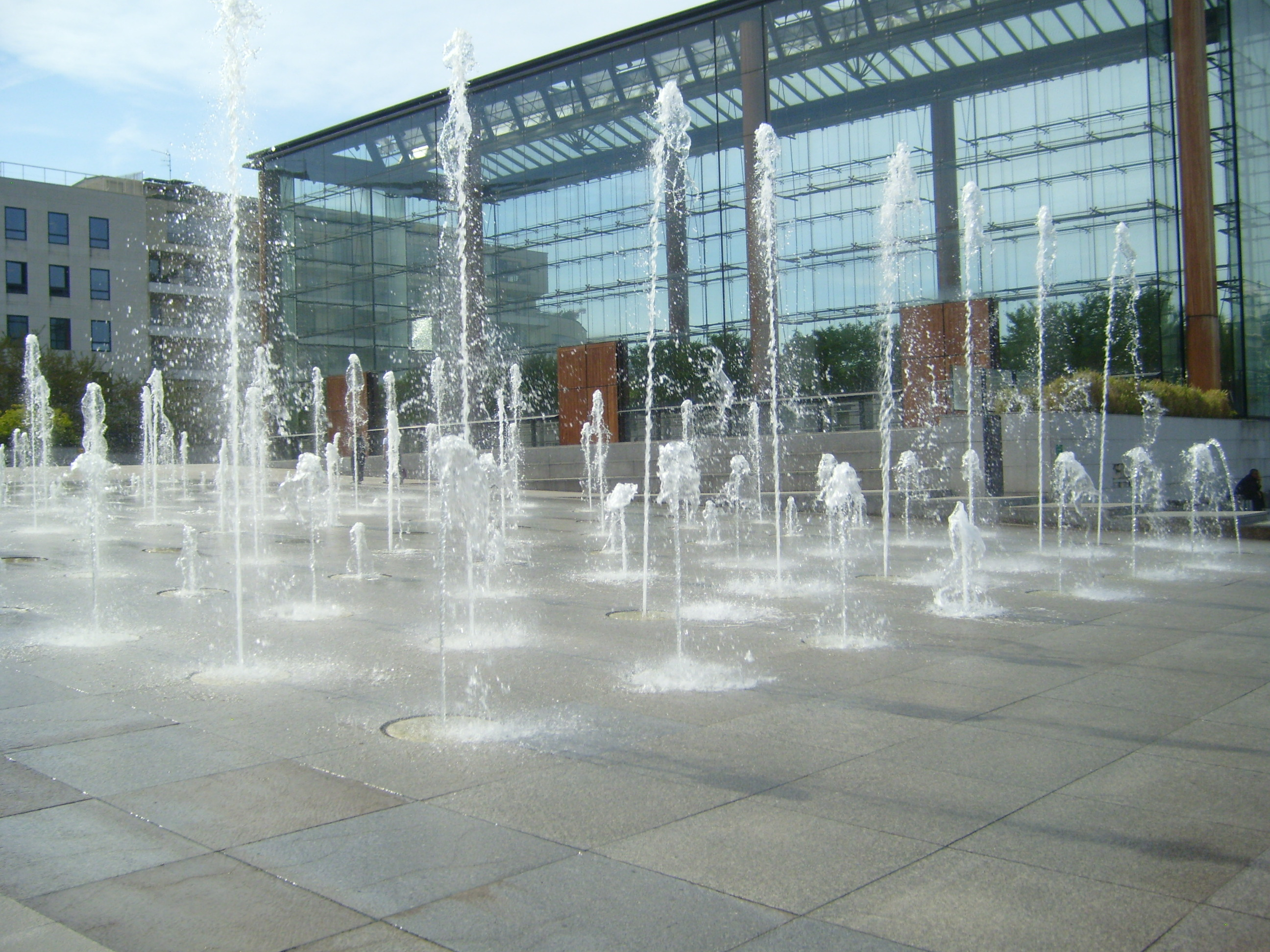
Parc André Citroën
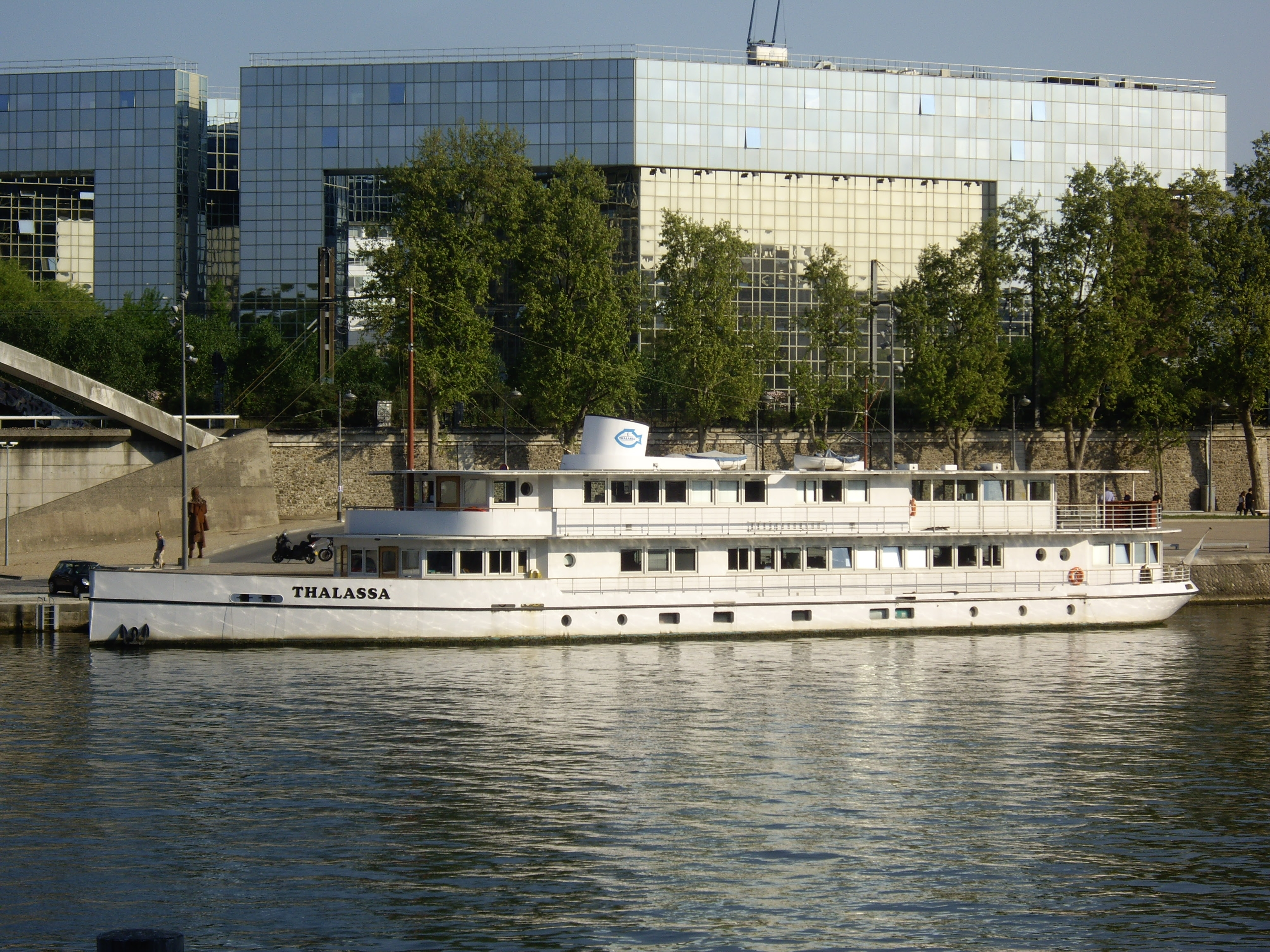
Quai André Citroën
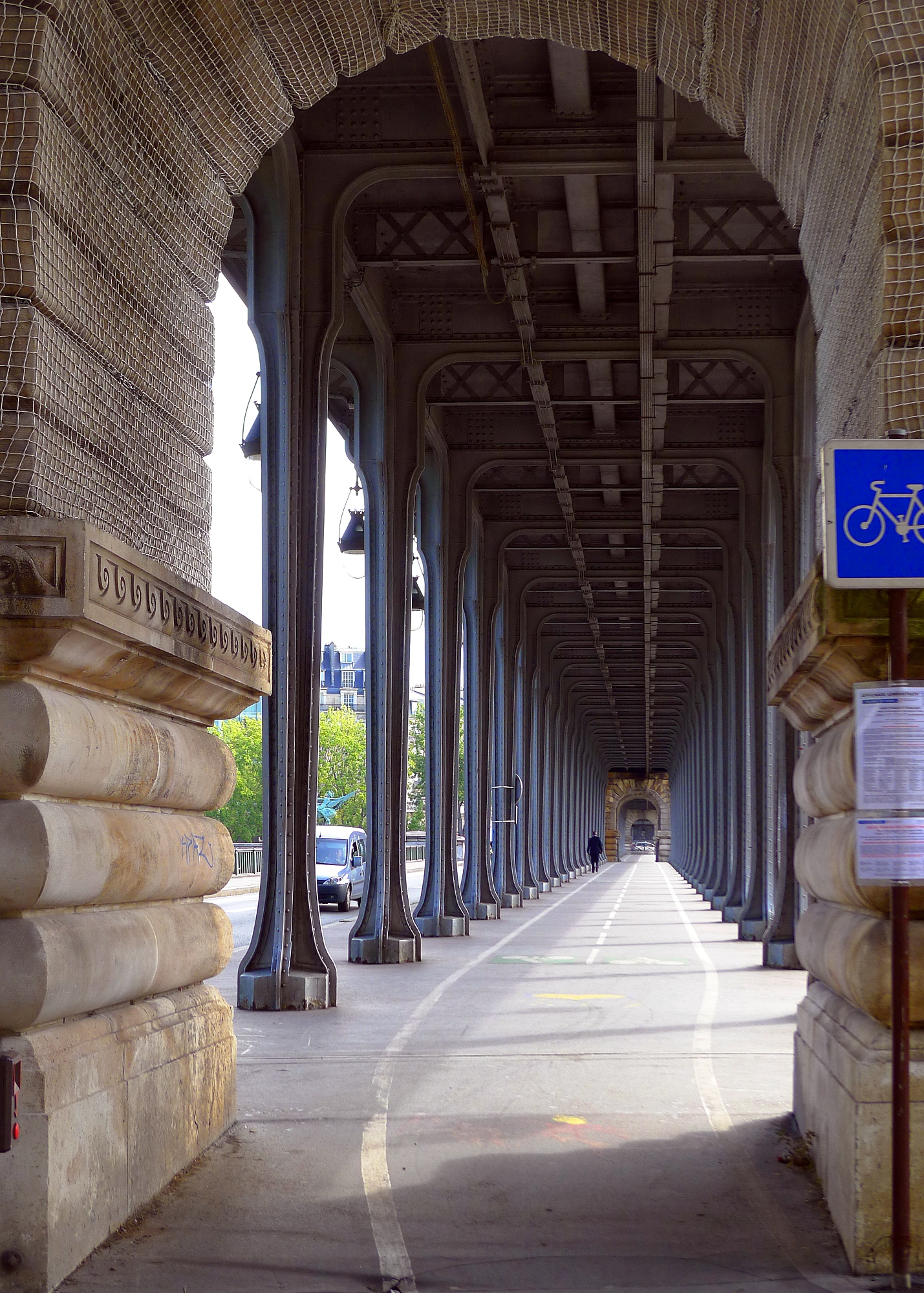
Pont de Bir-Hakeim
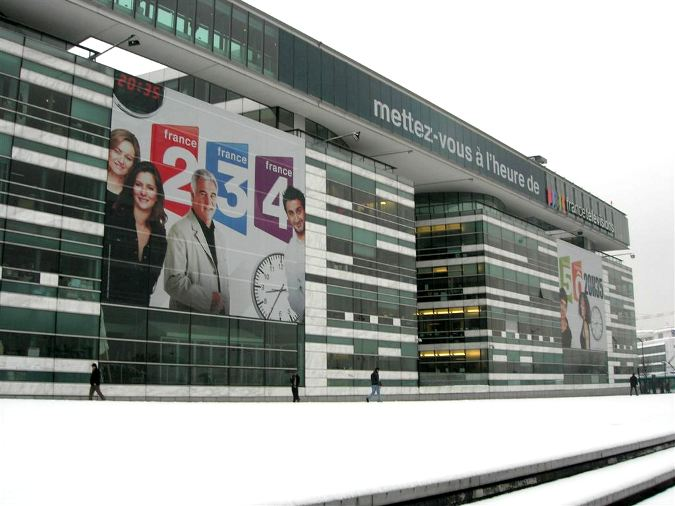
France Télévisions
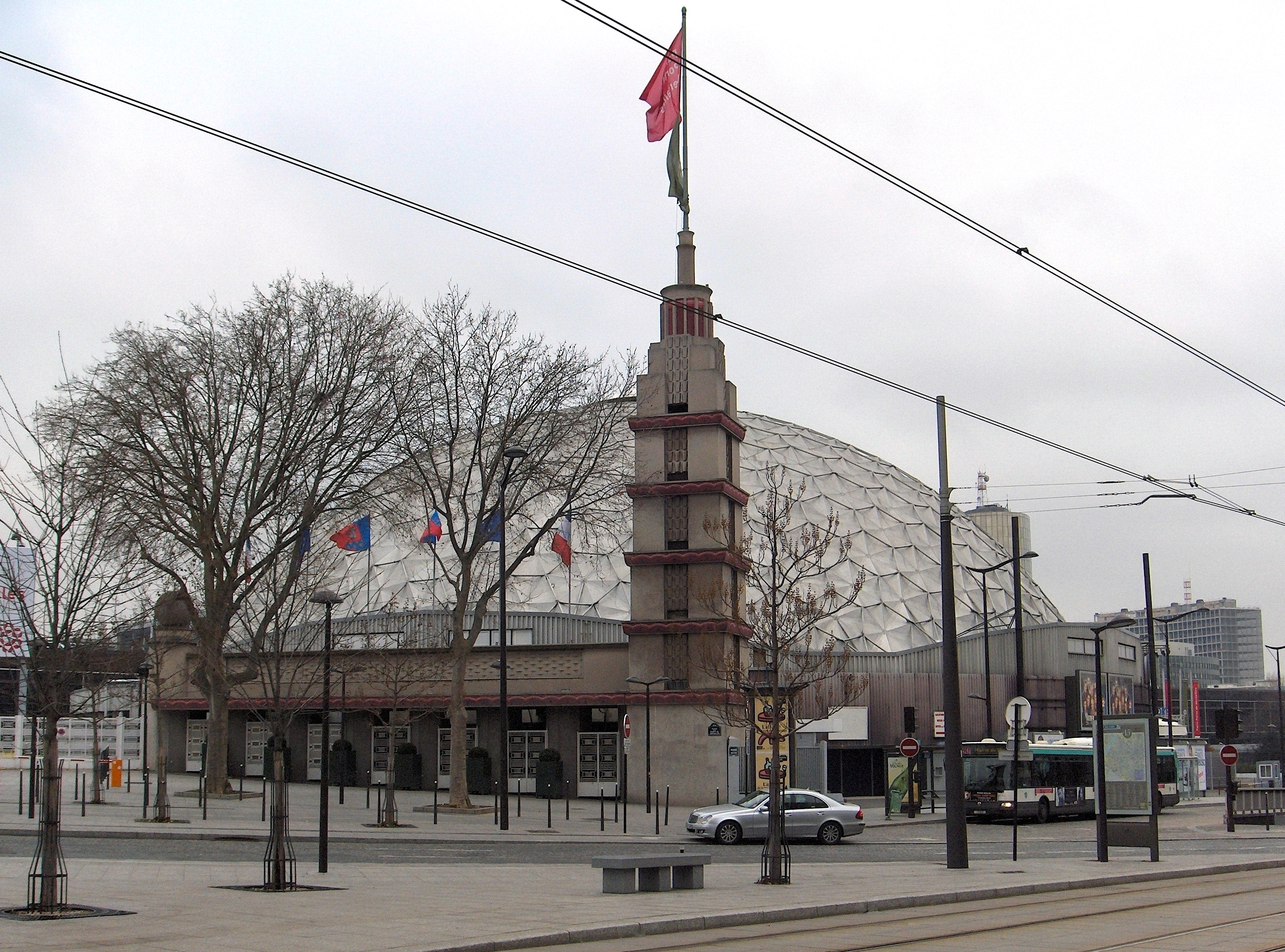
Palais des Sports
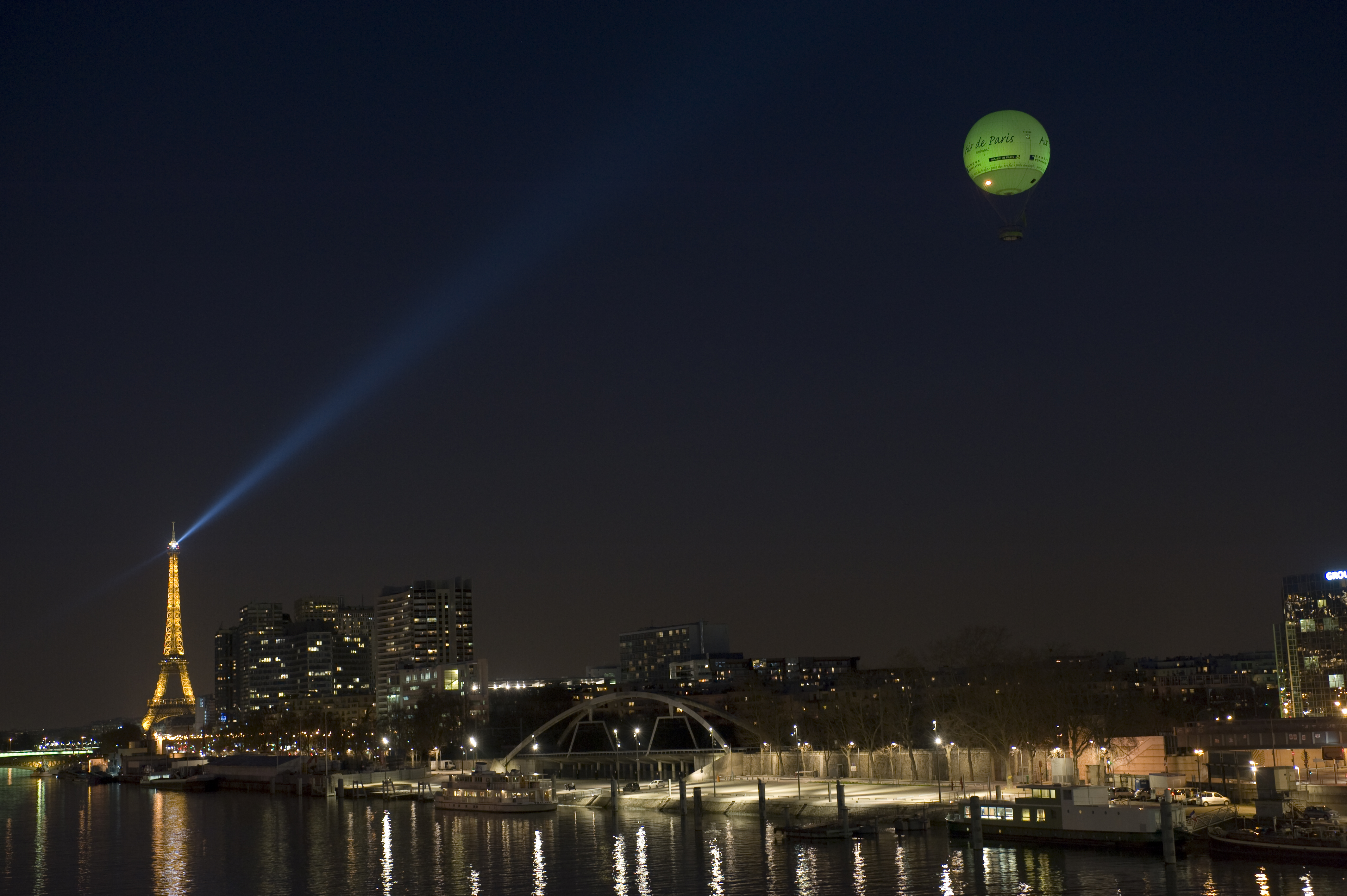
Ballon de Paris
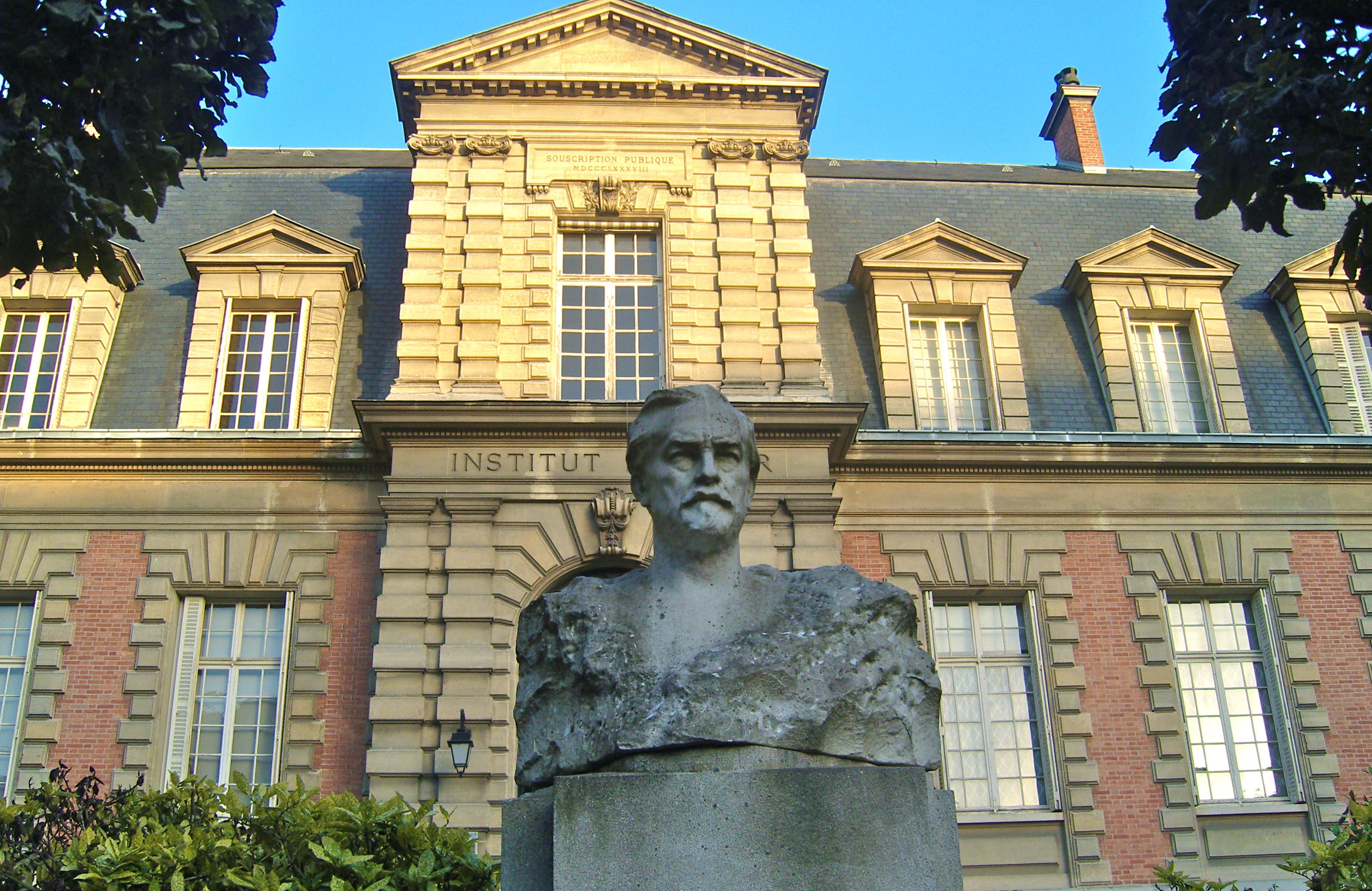
Musée Pasteur
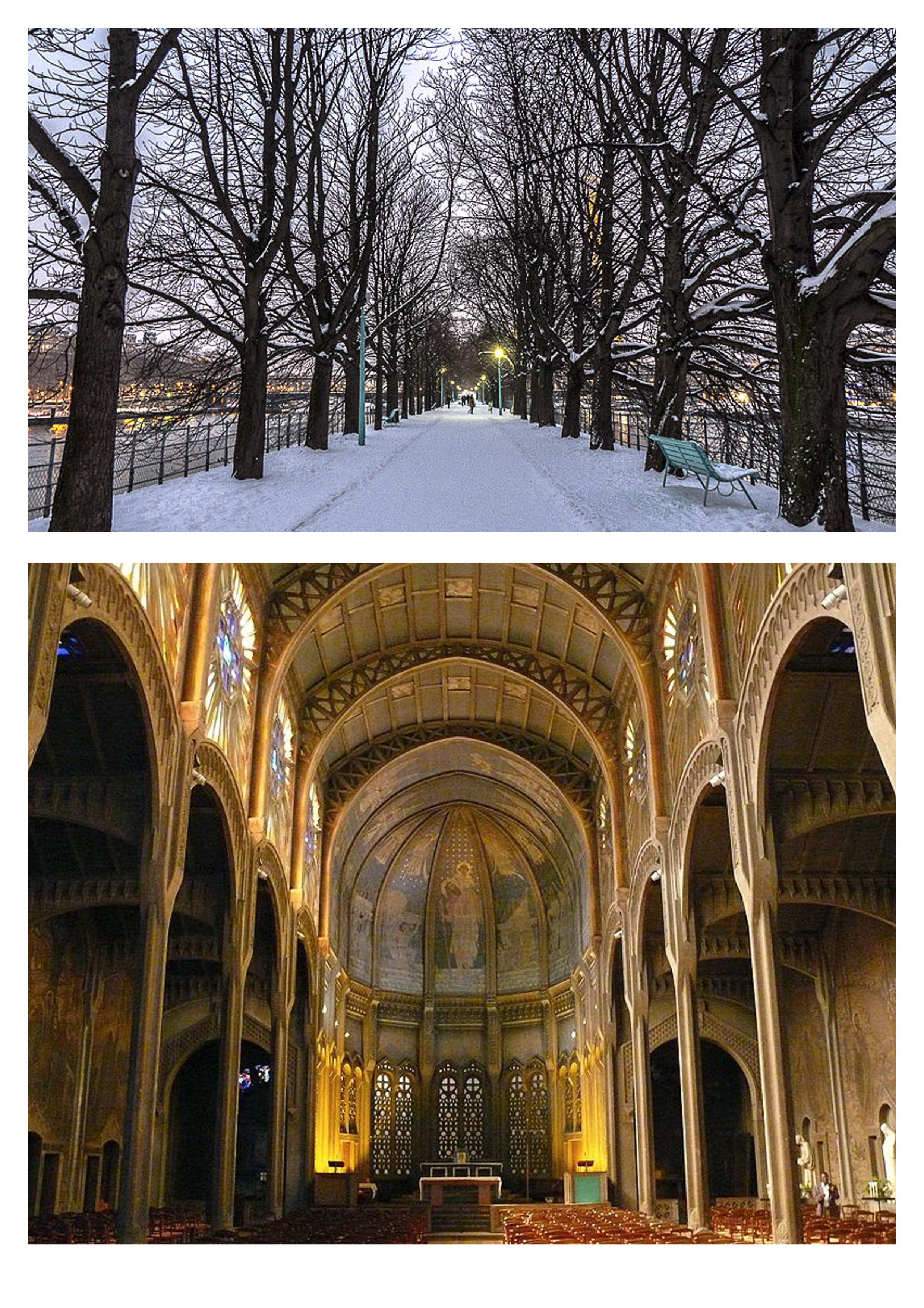
Ile des Cygnes + Saint Christophe
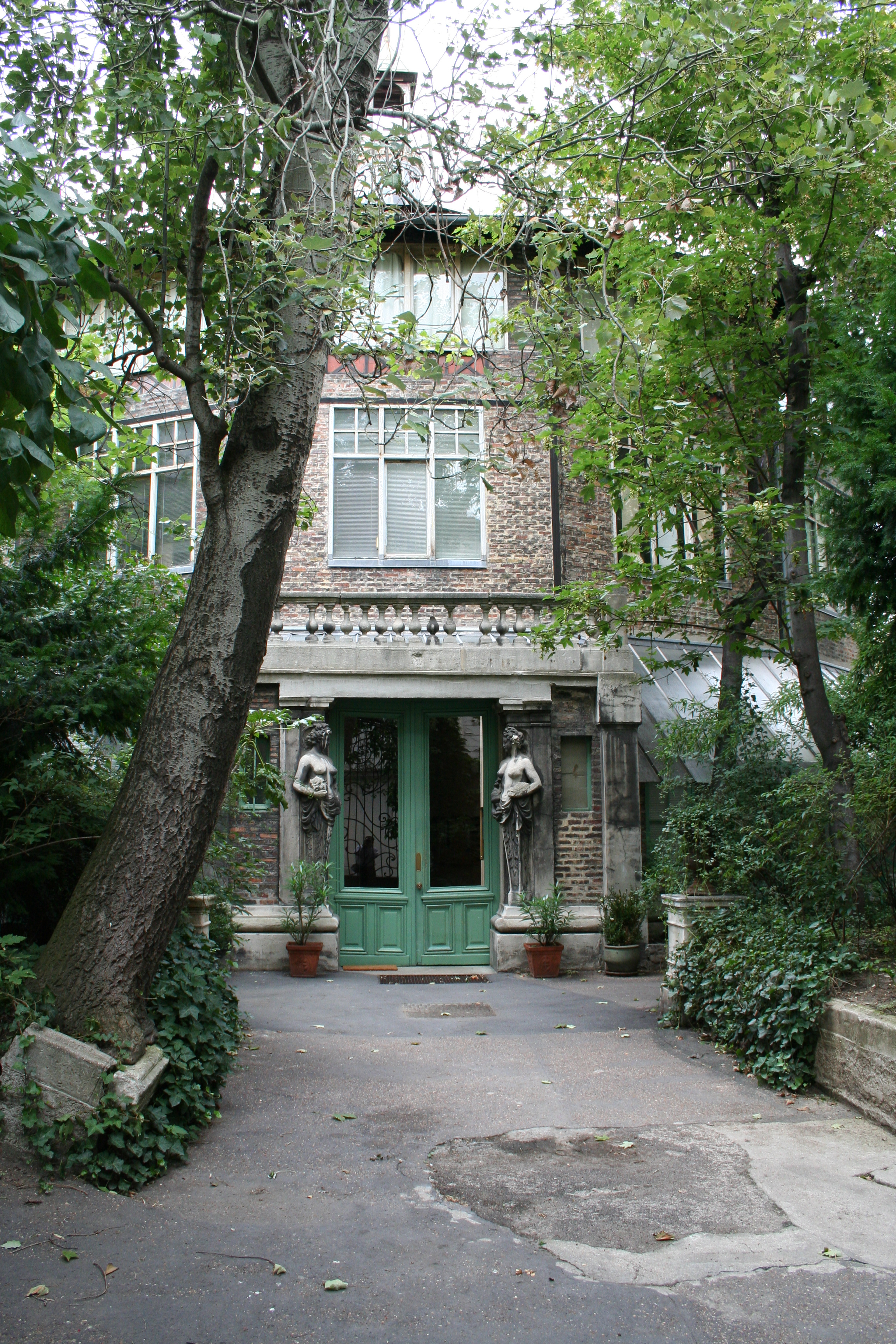
La Ruche
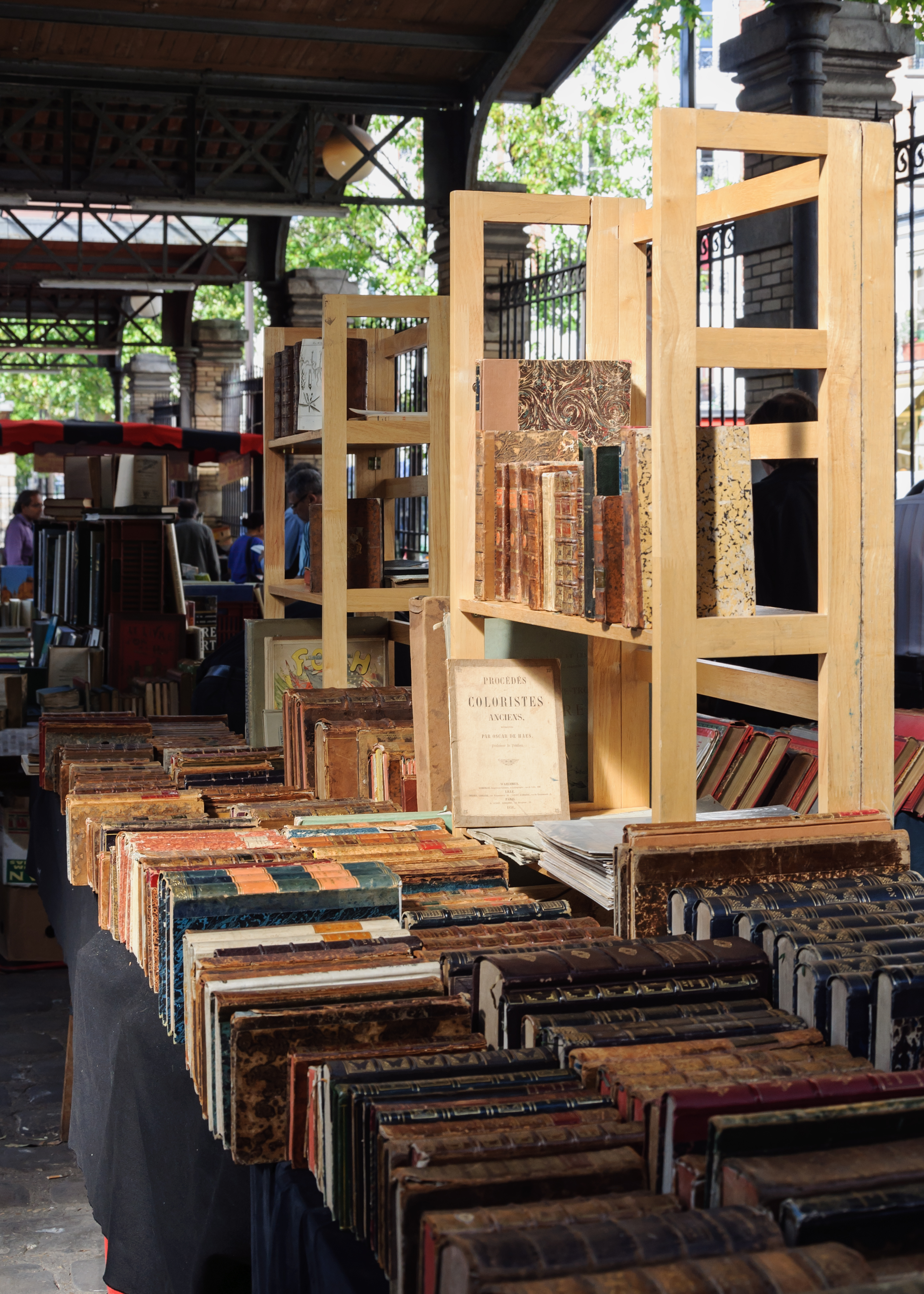
Marché du Livre ancien
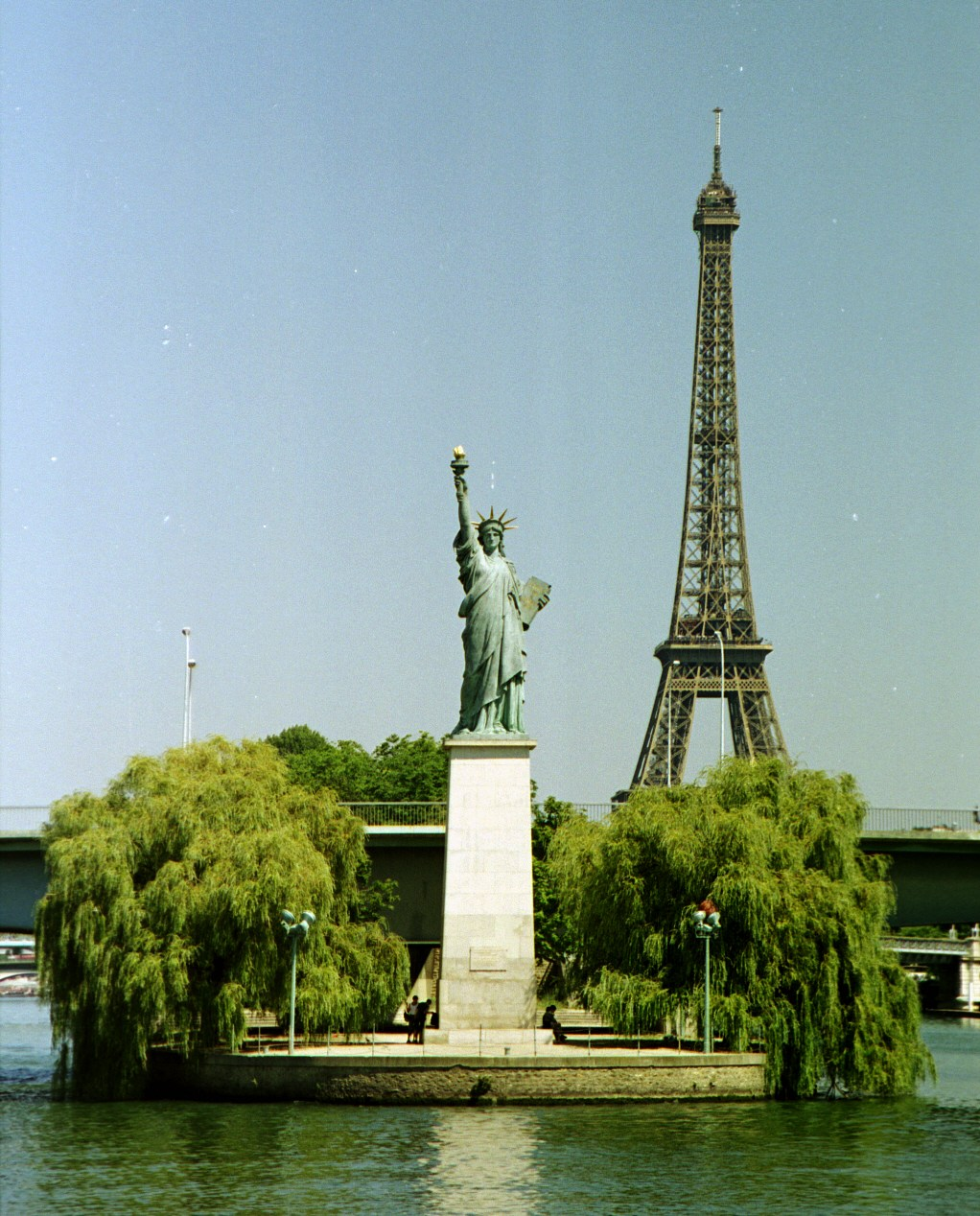
Satue de la Liberté
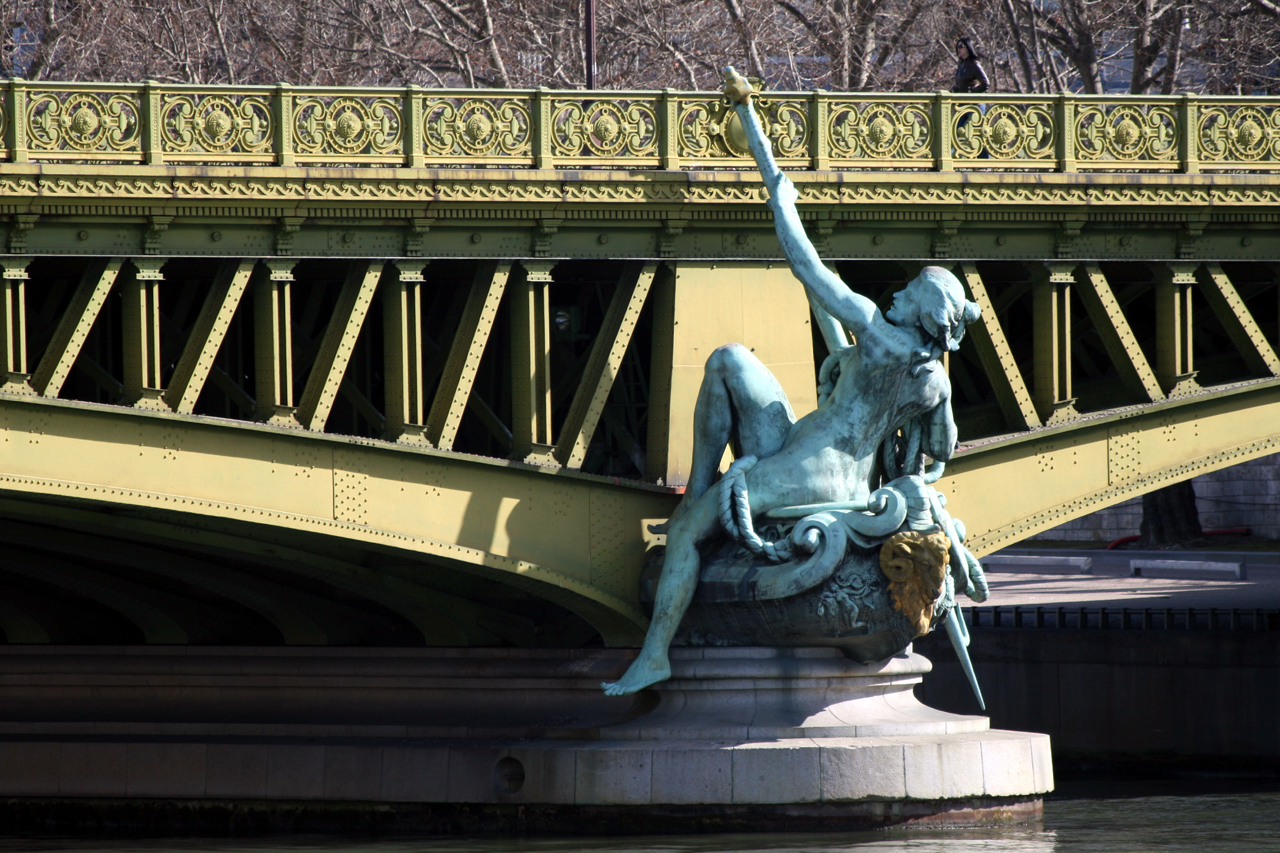
Pont Mirabeau